# D-BOX
D-BOX는 영화의 장면과 연동하여 좌석이 전후 · 상하 · 좌우로 움직이거나 진동하는 시설이다. D-BOX 테크놀로지스라는 회사가 개발하였으며, 회사의 본사는 캐나다 퀘벡주 롱괴이에 위치하고 있다.

## 개요
D-BOX는 캐나다의 D-Box Technologies가 개발했다. 북아메리카를 중심으로 영화관에서 도입이 진행되고 있다.